# Bamboleo
Bamboleo — песня, которая сделала группу Gipsy Kings известной во всем мире. Издана на их альбоме в 1987 году. Ставшая культовой песня стала хитом во всем мире, а также была перезаписана разными артистами, на разных языках, в разных жанрах и стилях.

## Источник
Слово «бамболео» в переводе с испанского означает «качаться» или «качающееся движение». В припеве говорится: «Качаться, качаться, потому что я предпочитаю прожить свою жизнь так».
Часть песни является адаптацией венесуэльской народной песни Caballo viejo, написанной Симоном Диасом. Также «Bamboleo» является частичной адаптацией песни 1950-х годов «Bamboleo» Кармен Миранды.
Хулио Иглесиас перезаписал песню на своем альбоме Raíces.

## Синглы
1987 г.
- Сторона A: «Bamboleo» (4:39)
- Сторона B: «Quiero Saber» (4:09)

1988 (12 дюймов) версия для Великобритании
- Сторона А: «Bamboleo»
- Сторона B: «Bamboleo» (одиночная версия) (3:25) / «Quiero Sabre» (4:10)

1988 г.
версия для США
- Сторона A: «Bamboleo» (3:28)
- Сторона B: «Bamboleo» (версия для LP) (3:28)

1988 (12 дюймов)
- Сторона A: «Bamboleo» (латинский сингл) (3:45)
- Сторона B: «Bamboleo» (расширенная латинская версия) (7:17)

## Включен в
Песня была включена группой Gypsy Kings в альбом Greatest Hits, где 5-минутное попурри («Bamboleo / Volaré / Djobi Djoba / Pida Me La / Baila Me») включено в качестве последней песни.

## Другие версии
- Самые популярные записаны Селией Крус и Хулио Иглесиасом .
- Мексиканский певец Хуан Габриэль исполнил фрагмент песни на легендарном концерте во Дворце изящных искусств в Мексике.
- Испанская подростковая группа Gypsy Teens записала версию в 2001 году.
- Давид Больцони записал её в 2007 году для своего альбома « Stigmas of love».
- Ensiferum использовали песню в бонус-треке под названием «Bamboleo (Gipsy Kings Cover)» на своем альбоме 2012 года Unsung Héroes .

### Мэшапы
- Североамериканский телесериал Glee представил версию песни в виде мэшапа, смешанного с «Hero» Энрике Иглесиаса. Это произошло в двенадцатом эпизоде третьего сезона под названием «Испанский профессор», песня называется «Bamboleo/Hero».

### Влияние
- «Sol», песня Umboza, является их самым успешным хитом в Великобритании и основана на семпле «Bamboleo».